# Фрай, Ричард Нельсон
Ричард Нельсон Фрай (англ. Richard Nelson Frye; 10 января 1920 — 27 марта 2014) — американский иранист, почётный профессор Гарвардского университета. С 1991 года — почётный доктор Таджикского университета.

## Биография
Родился в Бирмингеме, Алабама. В 1938 году поступил в Принстонский университет. Получил степень бакалавра в университете Иллинойса по истории и философии. В 1941 году изучал арабский, персидский и турецкий в Школе исследования Востока и Африки (School of Oriental and African Studies) при Лондонском университете. В 1946 году получил степень доктора наук в Гарвардском университете.
Преподавал в Гарвардском университете, Франкфуртском университете (1958—1959), университете Гамбурга (1968—1969) и Таджикском университете (1990—1992). Был директором института Азии в университете Шираза, Иран (1970—1975). Основал Национальную ассоциацию армянских исследований в Белмонте, Массачусетс (1959), кафедру иранских исследований им. Акопа Кеворкяна в Колумбийском университете (1957), и три кафедры в Гарвардском университете: Центр ближневосточных исследований (1949), иранскую кафедру им. Ага-хана (1956) и кафедру индо-пакистанских исследований им. Озай Дуррани (1964). 
Был женат на Эден Наби, преподавателе из Колумбийского университета.